# Muscle Shoals Rhythm Section
The Muscle Shoals Rhythm Section, es una banda de música con base en la ciudad de Muscle Shoals (Alabama), sede de unos famosos estudios de grabación. Algunos de sus más notables componentes han sido Jimmy Johnson (guitarra), Roger Hawkins (batería), David Hood (bajo) y Barry Beckett (teclados).
El grupo fue creado en 1967, y comenzarona tocar en los FAME Recording Studio. Uno de sus primeros éxitos, fue su colaboración con Aretha Franklin en su debut en Atlantic, I never loved a man the way I love you.
Debido a los éxitos que ayudaron a crear en muy poco tiempo, en 1969 crearon sus propios estudios, Muscle Shoals Sound Studios. 
The Muscle Shoals Rhythm Section fueron incluidos en el Hall of Fame de Alabama en 1995 por toda su carrera.
- Datos: Q6940302